# Гайнріх Петер
Гайнріх Петер (нім. Heinrich Peter, 13 червня 1910 — ) — німецький хокеїст на траві.
Срібний призер Олімпійських Ігор 1936 року.